# Hauptstrasse 279
Die Hauptstrasse 279 ist eine überregionale Verbindungsstrasse im Kanton Aargau und eine Hauptstrasse der Schweiz. Im kantonalen Strassensystem tragen ihre verschiedenen Abschnitte, von Westen gegen Nordosten, die Kantonsstrassen-Bezeichnungen «K223», «K267», «K268», «K117», «K115» und «K282».

## Verlauf
Die Strasse beginnt östlich von Lenzburg an der Hauptstrasse 1 auf der «Spange Hornerfeld», die beim Umbau des Knotens Neufeld mit dem Autobahnzubringer Lenzburg neu gebaut wurde. Sie überquert die Bahnstrecke Aarau–Zürich, führt neben dem Armeemotorfahrzeugpark Othmarsingen vorbei, unterquert zwei Eisenbahnbrücken des Gexi-Dreiecks und führt in Othmarsingen durch das Bünztal. In Othmarsingen und Mägenwil kreuzt sie die Hauptstrasse 280, die Wohlen und den Autobahnzubringer bei Lupfig verbindet; beide Strassen benützen nördlich des Jakobs-Kreisels von Othmarsingen auf einer kurzen Strecke dieselbe Fahrbahn. Bei Mellingen überquert die Hauptstrasse 279 auf der Neuen Reussbrücke, die 2022 als Teil der Umfahrung von Mellingen eröffnet wurde, die Reuss. Damit wird die enge Ortsdurchfahrt vom Strassenverkehr entlastet. Die Hauptstrasse 296 ist auf einem Stück der Umfahrung deckungsgleich mit der Strasse 279.
Östlich der Reuss unterquert die Strasse den Fislisbachviadukt der Heitersbergstrecke und passiert den Bahnhof Mellingen Heitersberg. Danach steigt sie auf das Plateau von Fislisbach, wo die von Süden kommenden Hauptstrassen 281 und 282 in sie einmünden. Wegen der starken Verkehrsbelastung von Fislisbach plant der Kanton Aargau den Bau einer Ortsumfahrung.
Bei Dättwil wird die Strasse von den drei Autobahnbrücken westlich des Bareggtunnels überquert. Bei Punkt 424 zweigt die Hauptstrasse 296.1 gegen Westen ab, die zum Autobahnzubringer Baden-West führt. Von dieser Kreuzung an ist die Hauptstrasse 279 bis in das Stadtzentrum von Baden, wo sie als Mellingerstrasse bezeichnet wird, eine Hauptstrasse erster Ordnung. Kurz vor dem Stadtzentrum unterquert die Hauptstrasse bei der Brücke Schadenmühle die Bahnlinie der ehemaligen Schweizerischen Nationalbahn; 2021 begann der Kanton Aargau mit den Arbeiten am Umbau des engen Strassendurchgangs, der ein Nadelöhr des stark befahrenen Autobahnzubringers darstellte; für die Bahnstrecke wird eine neue Brücke gebaut.
Sie kreuzt die Hauptstrasse 3 auf dem verkehrsreichen Schulhausplatz in Baden. An dieser Stelle bestand bis zum Bau des Chrüzlibergtunnels der Eisenbahn ein oft geschlossener Niveauübergang, der den Strassenverkehr stark behinderte. Nordöstlich des Schulhausplatzes überquert die Hauptstrasse 279 südlich der Altstadt von Baden die Limmat zusammen mit der Hauptstrasse 278 auf der Badener Hochbrücke und zweigt danach gegen Norden ab; für eine Strecke von einem halben Kilometer fällt sie mit der Hauptstrasse 295 zusammen, welche sie beim Kreisverkehr neben dem Historischen Museum Baden wieder verlässt. Sie passiert den Südrand von Ennetbaden und steigt nördlich der Lägeren auf den Passübergang bei Höhtal, wo sie das Gemeindegebiet von Ehrendingen erreicht. Die Strasse liegt mehr als einen Kilometer weit neben dem Bachgraben des Gipsbachs und erreicht nördlich von Unterehrendingen am linken Ufer der Surb die Surbtalstrasse (H 17).
Auf den meisten Abschnitten liegen Velowege neben der Hauptstrasse 279.